# Šako Polumenta
Šako Polumenta (ur. 27 marca 1968 w Bijelo Polje) – czarnogórski śpiewak i tekściarz pochodzenia bośniackiego, najlepiej znany w państwach byłej Jugosławii. Jego siostrzeniec Dado Polumenta i siostra Azra Polumenta są również piosenkarzami.

## Dyskografia
- Ej, sudbino (1993)
- Aman, Aman (1999)
- Eh Kad Bi Ti (2002)
- Uvijek Blizu (2004)
- Sanjao sam san... (2008)
- Sako Polumenta i prijatelji... (2010)
- Heroj... (2011)